# Holdújév

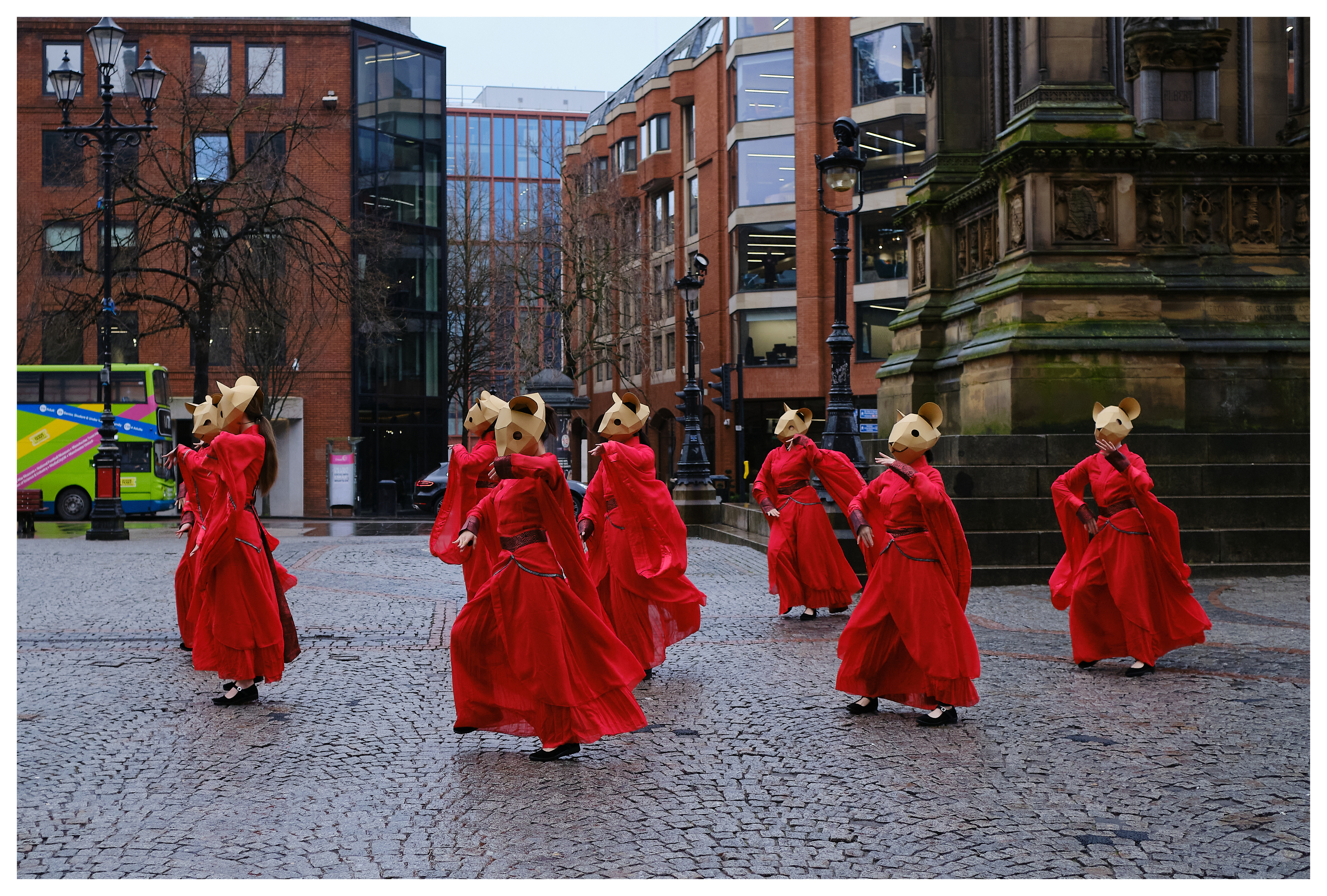
Kínai újév Manchesterben

A kínai újév vagy holdújév (kínaiul: 春节, csuncsie (chūnjié), „tavaszünnep”) a világ népességének egynegyede számára az év legnagyobb ünnepe, és nem csak Kínában, de Kelet-Ázsia más országaiban is ünneplik.

## Jellemzői
A tavaszünnep időpontja évről évre változik.
Az új év kezdetét bonyolult számításokkal határozzák meg, de az esetek többségére igaz, hogy a tavaszünnep az európai naptár február 4‑éjéhez legközelebb eső újhold napján van. Ez azt jelenti, hogy a tavaszünnep mindig január 21. és február 21. közé esik. A gyakorlatban a kínaiak a hivatalos naptárakból tudják meg, hogy az adott évben mikor tartják legnagyobb ünnepüket.
A tavaszünnep a tavasz s egyben az új év kezdete, s mint ilyen, két célt szolgál: a nagycsaládok tagjai összegyűlnek és megajándékozzák egymást, másrészt pedig ilyenkor búcsúztatják az óévet, és biztosítják a szerencsét az új évre.

## Holdújév Kőbányán
Kőbányán, a Monori Központban 2017 óta rendezik meg a Holdújévet. 

## Szokások
Az ünnepre való készülődés már hetekkel korábban elkezdődik. A legfontosabb – a szokásos előkészületeken, ajándékvásárláson, sütés-főzésen kívül – az, hogy a házat megtisztítsák az elmúlt év ártalmas hatásaitól. A házat kisöprik, s ha van rá mód, kimeszelik, az ajtókat-ablakokat újramázolják. A kapcsolódó hiedelem szerint a szemetet mindig befelé, a szoba közepére kell söpörni, s onnan óvatosan kivinni, lehetőleg a hátsó ajtón, hogy a szerencsét ne söpörjék ki vele. Ennek a szabálynak a megsértése az egész családra nézve súlyos következményekkel járhat. A háznak újév előestéjén tisztának kell lennie, s ekkor az összes takarítóeszközt el kell rejteni, és újév napján már nem szabad takarítani.
Mivel az újév napja meghatározó az egész évre nézve, nagyon fontos, hogy ilyenkor minden jól alakuljon. Mindenki igyekszik új ruhát viselni, s megszabadulni a régiektől, és még a betegek is kikelnek ágyukból, nehogy egész évben betegek maradjanak. Az emberek az ünnep előtt megpróbálják behajtani adósságaikat, ha ugyanis újév napján valaki az adósuk, akkor úgy vélik, egész évben tartozni fog nekik.
Újév előestéje – amely hasonlít a keresztény szentestére és a szilveszterre is – az ünnepsorozat legfontosabb eleme. A családok összegyűlnek, s együtt ünneplik az óév végét. Hagyományos játékokat – kártyát, madzsongot – játszanak, beszélgetnek, illetve az utóbbi években leggyakrabban televíziót néznek. Az ünnephez hozzátartozik a petárdadurrogtatás – ez nem csak zajkeltés, hanem a rossz szellemek elijesztésére is szolgál. Éjfélkor a ház minden ajtaját és ablakát kinyitják, hogy a búcsúzó év távozni tudjon. Az ételekből igyekeznek annyit készíteni, hogy bőven maradjon másnapra is; az ugyanis, hogy az óévből bőségesen maradt ennivaló az új évre, kedvező előjelnek számít.
Az újév napjára különleges szabályok vonatkoznak. Nem szabad negatív jelentésű szavakat kiejteni, halált, kísérteteket emlegetni – a „négyes” szám (四, szi (sì)) kimondása is tilos, mert hasonlóan hangzik, mint a „halál” (死, szi (sǐ)). Az elmúlt évet sem ajánlatos emlegetni, hiszen a nap célja az, hogy bőséget hozzon az új évben. A sírás sem megengedett: ha ugyanis valaki sír az év első napján, akkor egész évben sírni fog. Ezért ezen a napon, bármilyen rosszak legyenek is, a gyerekeket sem szabad megverni.
Az újévi szokásokhoz tartozik a „piros tasak” (红包, hungpao (hóngbāo)) ajándékozása is: egy piros ünnepi borítékba papírpénzt csomagolnak, s ezt adják a gyerekeknek, illetve a nőtlen fiatalembereknek. Az összegnek páros számnak kell lennie, a páratlan számok ugyanis bajt hoznak mind az ajándékozónak, mind a megajándékozottnak. A piros tasak felbontása az ajándékozó előtt, ha szerencsétlenséget nem is hoz, de udvariatlanságnak számít.

## Jelképek, színek

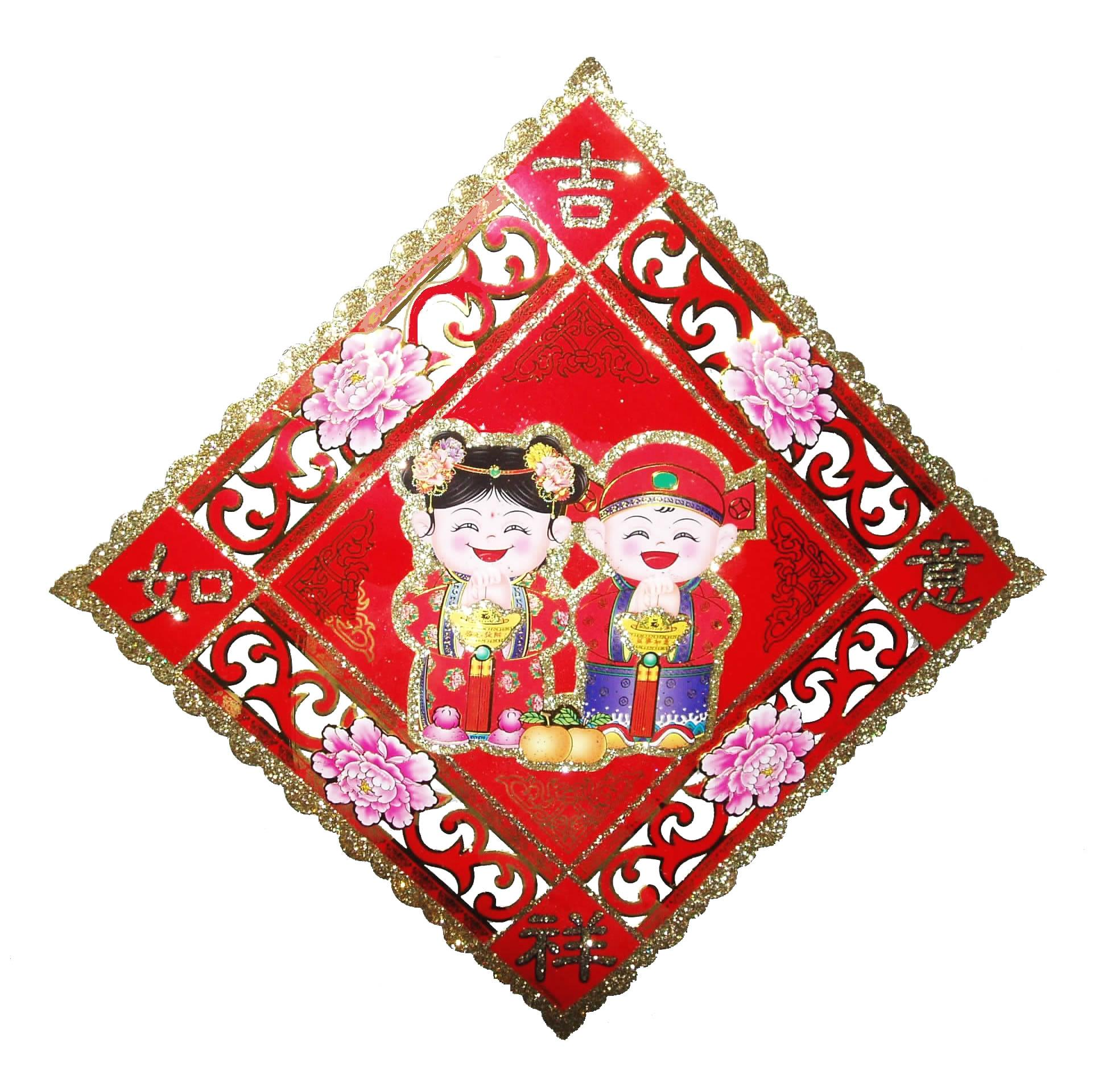
Újévi dekoráció

A piros a bőség, a szerencse, a gazdagság színe, ezért is piros az alapszíne minden újévi dekorációnak. Piros zászlókat, falragaszokat, képeket, lampionokat helyeznek el mindenütt, hogy biztosítsák a család gyarapodását.
A piros díszek mellett az újév elengedhetetlen kelléke a narancs. Ennek az az oka, hogy a kantoni nyelvjárásban a „mandarin” (柑, kam (gam1)), az „arany” (金, kam (gam1)) és az „édes” szavak ugyanúgy hangzanak (甘, kam (gam1)). A hasonló hangzás miatt a mandarin is fontos szerepet játszik a kölcsönös megajándékozásban. A hiedelem szerint ezekből a gyümölcsökből páros számú darabot illik ajándékozni.
Mivel az egészséget és a hosszú életet jelképezi, földimogyoró is gyakran kerül az újévi asztalokra. Fontos újévi kellék a nyolcszögletű tálca, amelyről nyolcféle rágcsálnivalóval kínálják a vendéget. Ezek mindegyike szerencsét hoz: a rizslisztből készült sütemény (糕, kao (gāo)) például ugyanúgy hangzik, mint a „magas” (高, kao (gāo)), így azt jelképezi, hogy fogyasztója az új évben magasabbra fog jutni a társadalmi ranglétrán. Hasonló okokból a tengeri moszat a meggazdagodást, a lótuszmag a bőséges fiúgyermekáldást, a szárított tofu (szójababsajt) pedig a gazdagságot és a boldogságot szimbolizálja. Friss tofut felkínálni azonban nem lehet, mivel annak színe fehér, ami a gyász színe. Előszeretettel fogyasztanak az ünnep estéjén kínai töltött táskákat (饺子, csiaoce (jiǎozi)) is.
Az újévi ünnepkör hagyományosan tizenöt napig tartott, manapság azonban némileg lerövidült, Kínában az emberek általában nem egészen egy hét szünetet kapnak. A jeles napokat az év 15. napján a lampionünnep zárja.

## A holdújév időpontjai
A holdújév Gergely-naptár szerinti időpontja évről évre változik. Az alábbi táblázat mutatja a holdújév napját és az új évhez kapcsolódó kínai asztrológia szerinti állatövi jegyet.
| Dátum             | Állatövi jegy | Kínai írásjegy | Átírás             |
| ----------------- | ------------- | -------------- | ------------------ |
| 2015. február 19. | Kecske        | 山羊           | Sanjang (Shānyáng) |
| 2016. február 8.  | Majom         | 猴             | Hou (Hóu)          |
| 2017. január 28.  | Kakas         | 公鸡           | Kungcsi (Gōngjī)   |
| 2018. február 16. | Kutya         | 狗             | Kou (Gǒu)          |
| 2019. február 5.  | Disznó        | 猪             | Csu (Zhū)          |
| 2020. január 25.  | Patkány       | 大鼠           | Tasu (Dàshǔ)       |
| 2021. február 12. | Bivaly        | 水牛           | Sujniu (Shuǐniú)   |
| 2022. február 1.  | Tigris        | 虎             | Hu (Hǔ)            |
| 2023. január 22.  | Nyúl          | 兔子           | Tuce (Tùzǐ)        |
| 2024. február 10. | Sárkány       | 龙             | Lung (Lóng)        |
| 2025. január 29.  | Kígyó         | 蛇             | Sö (Shé)           |
| 2026. február 17. | Ló            | 马             | Ma (Mǎ)            |